# Росс, Лоренн
Лорен Росс (англ. Laurenne Ross; 17 августа 1988 года в Эдмонтоне, Канада) — американская горнолыжница, призёр двух этапов Кубков мира. Специализировалась в скоростных дисциплинах. Участница зимних Олимпийских игр 2014 года в Сочи и 2018 года в Пхёнчхане. 

## Биография и спортивная карьера
Росс родилась в Канаде в Эдмонтоне и научилаь кататься на лыжах в Канморе. В юношеском возрасте она вместе с семьёй переехала в Кламат-Фолс, штат Орегон. Помимо спорта она также владеет музыкальными способностями — играет на скрипке, фортепиано и виолончели. В декабре 2003 года Росс впервые приняла участие в гонках организованных международной федерацией лыжного спорта. На чемпионате Америки 2008 года она удивила всех вторым местом в гигантском слаломе.
На этапах Кубка мира Росс дебютировала 4 декабря 2009 года, в скоростном спуске в канадском Луизе, где заняла 46-е место. Впервые она заработала очки на этапе Кубка мира 30 января 2010 года, заняв 28 место в Санкт-Морице. 4 декабря 2010 года она впервые вошла в топ-20, заняв 19-е место в скоростном спуске на озере Луиз. На своем первом крупном соревновании — взрослом чемпионате мира 2011 года в Гармиш-Партенкирхене, она заняла 10-е место в скоростном спуске, 16-е место в супер-гиганте и 28-е место в суперкомбинации.
Лучшим результатом на Чемпионате мира 2013 в Шладминге стало 11-е место в суперкомбинации. 2 марта 2013 года она впервые финишировала на подиуме, заняв второе место в скоростном спуске в Гармиш-Партенкирхене.
На зимних Олимпийских играх в Сочи, она из трёх дисциплин смогла финишировать только в скоростном спуске, в котором заняла итоговое 11-е место. 
На чемпионатах мира 2015 и 2017 годов она успешно стартовала в трёх дисциплинах — скоростном спуске, супергиганте, комбинации и финишировала в двадцатке. Лучшим результатом на этих двух крупных стартах стало пятое место в скоростном спуске в Санкт-Морице.
На зимних Олимпийских играх в Южной Корее, Росс и в скоростном спуске, и в супергиганте заняла итоговое 15-е место. 
В 2019 году на чемпионате мира в шведском Оре американка приняла участие в супергиганте, но не завершила дистанцию. На чемпионате мира 2021 года в скоростном спуске она стала 26-й. 
Завершила карьеру после сезона 2020/21.

## Выступления на крупнейших соревнованиях

### Зимние Олимпийские игры
| Олимпийские игры | Скоростной спуск | Супергигант | Гигантский слалом | Слалом | Комбинация | Команды |
| ---------------- | ---------------- | ----------- | ----------------- | ------ | ---------- | ------- |
| 2014 Сочи        | 11               | DNF1        | —                 | —      | DNF1       | н/д     |
| 2018 Пхёнчхан    | 15               | 15          | —                 | —      | —          | —       |

### Чемпионаты мира
| Чемпионат мира           | Скоростной спуск | Супергигант | Гигантский слалом | Слалом | Комбинация | Команды | Паралл. гигантский слалом |
| ------------------------ | ---------------- | ----------- | ----------------- | ------ | ---------- | ------- | ------------------------- |
| 2011 Гармиш-Партенкирхен | 10               | 16          | —                 | —      | 28         | —       | —                         |
| 2013 Шладминг            | —                | 26          | DNF2              | -      | 11         | —       | —                         |
| 2015 Бивер Крик          | 17               | 15          | —                 | —      | 14         | —       | —                         |
| 2017 Санкт-Мориц         | 5                | 14          | —                 | —      | 15         | —       | —                         |
| 2019 Оре                 | —                | DNF         | —                 | —      | —          | —       | —                         |
| 2021 Кортина-д’Ампеццо   | 26               | —           | —                 | —      | —          | —       | —                         |

### Кубок мира

#### Подиумы на этапах Кубка мира (2)
| № | Сезон   | Дата        | Место проведения    | Дисциплина       | Место |
| - | ------- | ----------- | ------------------- | ---------------- | ----- |
| 1 | 2012/13 | 2 мар 2013  | Гармиш-Партенкирхен | Скоростной спуск | 2     |
| 2 | 2015/16 | 21 фев 2016 | Ла-Тюиль            | Супергигант      | 2     |